# Margarita Aligier
Margarita Iosifowna Aligier (prawdziwe nazwisko Zeliger; ur. 24 września?/7 października 1915 w Odessie, zm. 1 sierpnia 1992 w Moskwie) – rosyjska poetka. Matka pisarki Tatjany Makarowej.

## Życiorys
W 1937 ukończyła studia w Instytucie Literatury im. Gorkiego w Moskwie. Debiutowała w 1933. Wydała zbiory poetyckie God rożdienija, 1938 (Rok Narodzin), Żeleznaja doroga, 1939 (Droga żelazna), Kamni i trawy, 1940 (Kamienie i trawy), Pamiati chrabrych, 1942 (Pamięci odważnych), Pierwyje primiety, 1948 (Pierwsze oznaki), Nieskolko szagow, 1962 (Parę kroków).
Wśród jej utworów znajduje się poemat Zoja, który autorka poświęciła życiu Zoi Kosmodiemianskiej oraz jej bohaterskiej śmierci. Za utwór ten w 1943 została nagrodzona Nagrodą Stalinowską II stopnia. M. Aliger jest też twórczynią poematu Starzyk o polskim inżynierze – Pawle Potockim.
Pochowana na Cmentarzu Pieriediełkińskim w Moskwie.

## Nagrody i odznaczenia
Została odznaczona m.in.:
- Orderem Czerwonego Sztandaru Pracy
- Orderem Przyjaźni Narodów
- Nagrodą Stalinowską.